# Bozan, Alpu
Bozan là một thị trấn thuộc huyện Alpu, tỉnh Eskişehir, Thổ Nhĩ Kỳ. Dân số thời điểm năm 2011 là 1.874 người.